# فراگردشی
فراگردشی (به انگلیسی: Cathemerality) که گاهی میان‌گردشی (metaturnality) نیز نامیده می‌شود، یک الگوی فعالیت جاندار با فاصله نامنظم در طول روز یا شب است که در آن غذا به دست می‌آید، و اجتماعی شدن با جانداران دیگر رخ می‌دهد و هر فعالیت دیگری که برای امرار معاش ضروری است انجام می‌شود. این فعالیت با الگوی کلی تک‌فازی (یک بار خوابیدن در روز) در گونه‌های شب‌گرد و روزگرد متفاوت است، زیرا چندفازی است (۴–۶ بار در روز می‌خوابد) و تقریباً به‌طور مساوی در طول چرخه ۲۴ ساعته پخش می‌شود.

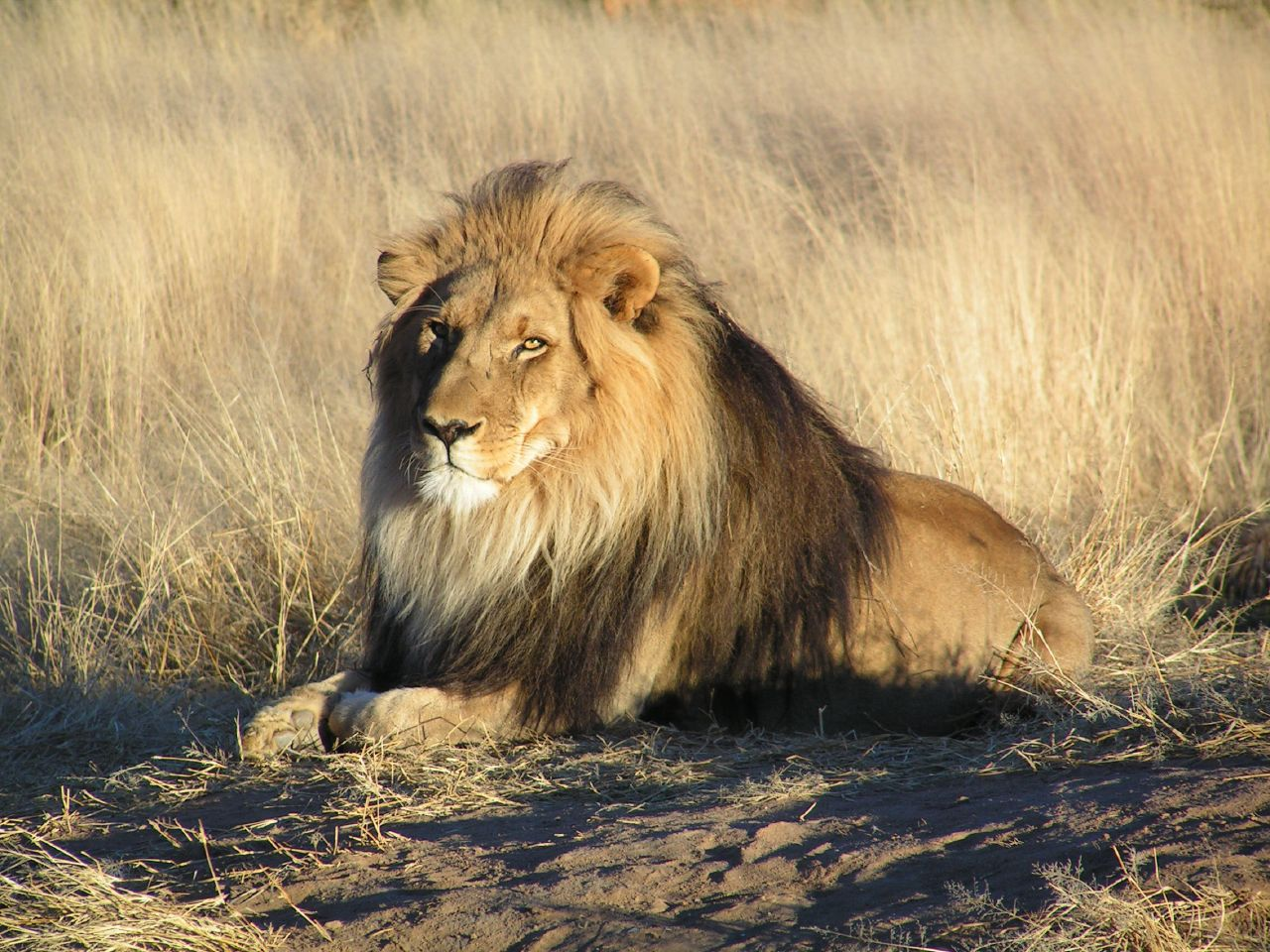
یک شیر، یک گربه‌سان فراگردشی است

بسیاری از جانوران با تعاریف سنتی شب‌گردی، روزگردی یا پگاه‌رو بودن همخوانی ندارند، که اغلب توسط عواملی مانند در دسترس بودن غذا، فشار شکار و دمای متغیر محیط هدایت می‌شود. اگرچه فراگردشی به‌طور گسترده‌ای در گونه‌های تک‌زی به اندازه شب‌گردی یا روزگردی دیده نمی‌شود، این الگوی فعالیت در سراسر گونه‌های پستانداران، مانند شیرها، کایوت‌ها و لمورها دیده می‌شود.